# Aigle montagnard
Nisaetus nipalensis
Espèce
Statut de conservation UICN

 LC  : Préoccupation mineure
Synonymes
- Spizaetus nipalensis

Statut CITES
L'Aigle montagnard (Nisaetus nipalensis) est une espèce d'oiseaux appartenant à la famille des Accipitridae.

## Description
C'est un rapace moyen à grand rapace d'environ 70 à 72 cm de longueur. L'adulte typique a le dessus brun et le ventre pâle, sauf sur la face inférieure des rémiges et la queue. La poitrine et le ventre et le dessous des ailes sont fortement striés. Les ailes sont larges avec un bord incurvé de fuite, et sont tenues en V peu marqué en vol. Les deux sexes sont semblables, mais les jeunes sont souvent plus blanches à tête.

## Répartition
Il se reproduit dans le sud de l'Asie depuis le Pakistan, l'Inde et le Sri Lanka jusqu'à la Chine, Taïwan et le Japon.

## Sous-espèces
D'après la classification de référence (version 14.1, 2024) de l'Union internationale des ornithologues, l'Aigle montagnard possède 2 sous-espèces (ordre philogénique) :
- Nisaetus nipalensis nipalensis Hodgson, 1836 ;
- Nisaetus nipalensis orientalis (Temminck & Schlegel, 1844).

## Galerie

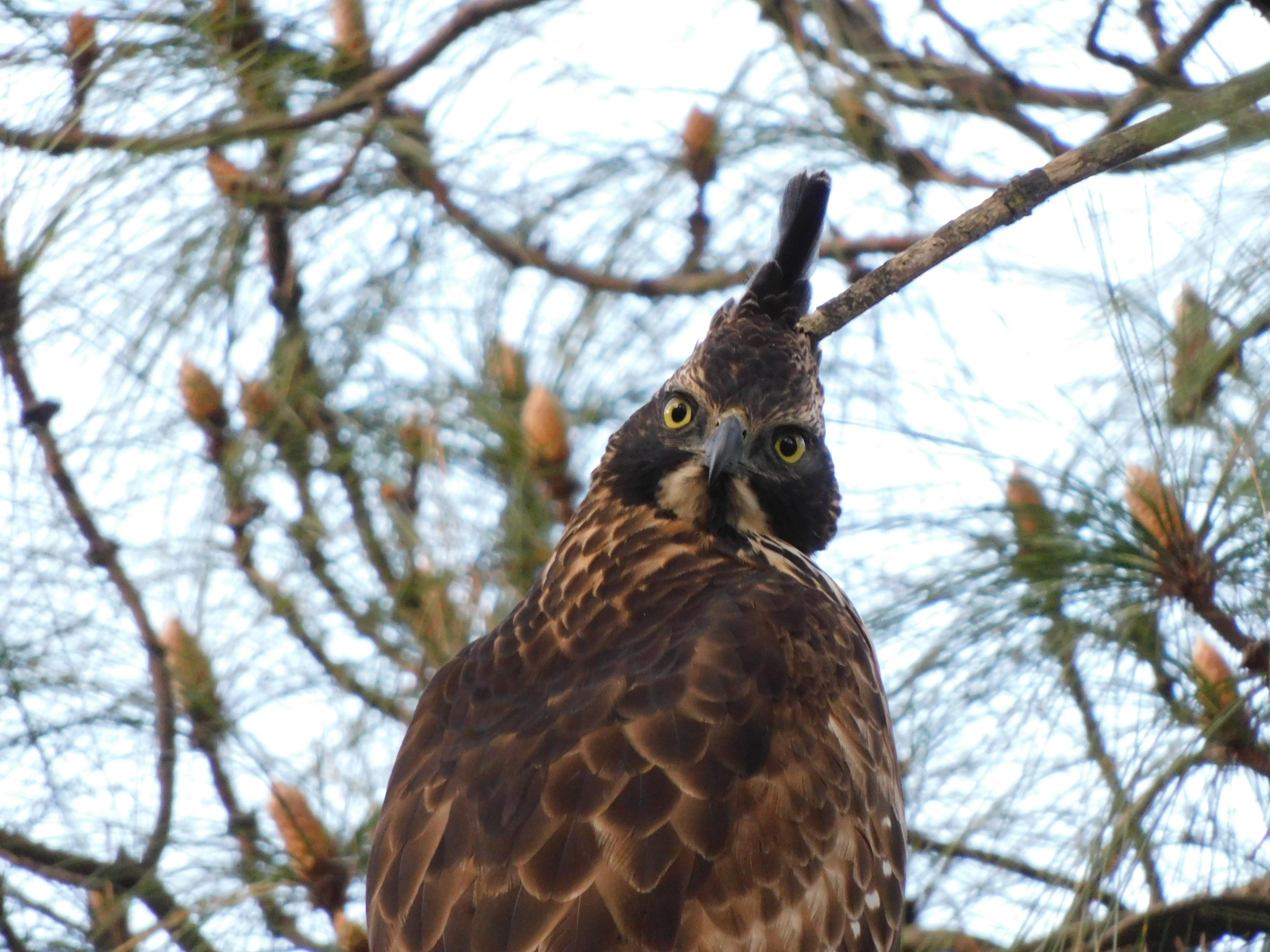

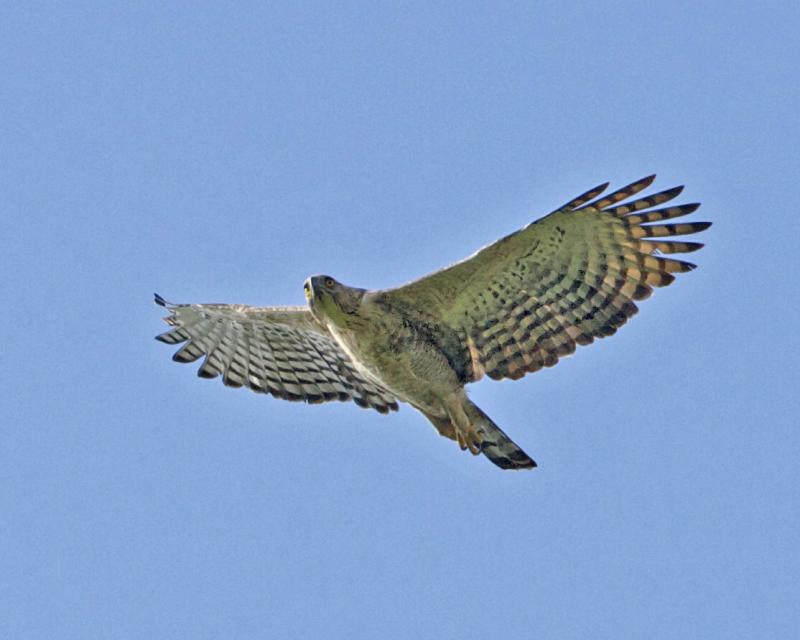